# OK Sampler
「OK Sampler」（オーケー・サンプラー）は、RYUKYUDISKOのメジャー4枚目（通算5枚目）のシングル。2008年7月23日発売。

## 概要
- 今作は原点回帰の琉球ダンストラック[1]。
- タイトルの「OK」は「沖縄」の意味[1][2]。
- 実弟・NAOTOがギターとGuitar＆Additional editに参加し[1][2]、井上ジョーがボイスサンプルに参加[1]。

## 収録曲
1. OK Sampler
2. TAIKO ROCK
3. SANSHIN8